# 折戸周治
折戸 周治（おりと しゅうじ、1941年10月3日 - 2000年11月14日) は日本の物理学者。東京大学教授、東京大学素粒子物理国際研究センター長を歴任。

## 経歴
- 開成学園から早稲田大学理工学部に進み卒業、さらに東京大学大学院理学系研究科に進学し、小柴昌俊の研究室に所属する[2]。
- 1969年 - 東京大学原子核研究所における実験で理学博士を取得、同研究所の助手となる[2]。
- 1971年 - 欧州原子核研究機構 (CERN) に渡る[2]
- 1972年 - イタリア・フラスカティ国立研究所研究員[3]
- 1975年 - 東京大学理学部助教授[2]
- 1987年 - 東京大学理学部教授[3]
- 1994年 - 東京大学素粒子物理国際研究センター・センター長[3]
- 1999年9月20日 - クモ膜下出血で倒れる[2]。
- 2000年11月14日 - 心不全のため59歳で死去[2]。
- 2009年 - 折戸の功績を記念して平成基礎科学財団が「折戸周治賞」を創設した[4]。

## 共同研究者
- 小柴昌俊
- 山田作衛
- 戸塚洋二
- 須田英博
- 梶田隆章

## 受賞歴
- 1995年 - 欧州物理学会特別賞（JADE実験グループとして）
- 2000年 - 仁科記念賞